# Moulin à marée de Pen Castel
Pour les articles homonymes, voir Moulin à marée (homonymie).
Le moulin à marée de Pen-Castel est un édifice situé à Arzon, en France.

## Localisation
Le moulin est situé sur la côte nord de la commune d'Arzon dans le département du  Morbihan, en région Bretagne, entre les pointes de Saint-Nicolas et du Béché. Il ferme l'étang éponyme au nord.

## Histoire
Un premier moulin est attesté sur cet emplacement dès le XIIe siècle,, avant 1186. Son commanditaire est inconnu ; il pourrait s'agir d'un seigneur local, le duc de Bretagne ou les Templiers.
Il devient propriété des ducs vers 1250 et, en 1380, Jean IV l'échange avec les moines de l'abbaye Saint-Gildas de Rhuys (déjà propriétaires du moulin du Lindin) contre le moulin des Lices qu'ils possèdent à Vannes,, ce dernier étant contigu à son nouveau château.
Les moines le reconstruisent au XVIIe siècle. Une resserre y est également construite en 1786, quelques années avant que les moines ne soient chassés du lieu par la Révolution. Bien national, le moulin est vendu le 20 juillet 1796 au négociant vannetais Jacques Casset-Vertville.
Le moulin conserve toutefois sa fonction de production de farine jusqu'en 1921, année où cesse d'exercer le dernier meunier. Douze années plus tard, par arrêté du 6 novembre 1933, il devient un site naturel classé.
Tour à tour restaurant dans les années 1950 et 1960,,, puis discothèque dans les années 1970, le moulin est acheté en 1995 par le conseil général du Morbihan, qui en délègue la gestion à la commune d'Arzon. Cette dernière le restaure entre 2002 et 2009 et l'acquiert en 2007,. Le moulin devient un lieu culturel en 2009.

## Architecture
Le moulin est situé à l'extrémité d'une digue de 120 m de long et large de 8 à 12 m qui ferme l'étang éponyme (13 ha) et supporte l'actuelle route départementale RD198 et le GR 34.
Le moulin proprement dit est bâti selon un plan rectangulaire d'environ 16 × 7 m. La base et les angles sont construits en pierres de taille, tandis que les façades sont principalement composées de moellons de granite. Le toit, couvert d'ardoises, est construit sur deux pans, chacun d'entre eux accueillant une lucarne. Un corbeau orne chacun des angles en contact avec le toit. La porte d'entrée, en plein cintre, est située dans le pignon sud-est. Deux petites fenêtres l'accompagnent dans cette façade. Une deuxième porte, côté mer, qui servait au chargement ou déchargement des navires, est encadrée de deux fenêtres. Trois cheminées y sont aménagées.
Prolongeant la façade nord-est, un appentis d'environ 13 × 5 m est coiffé d'un toit d'ardoises en un seul pan. Il est ouvert de trois grandes fenêtres côté mer, ainsi que de deux fenêtres, deux portes et une lucarne côté terre et d'une cheminée.

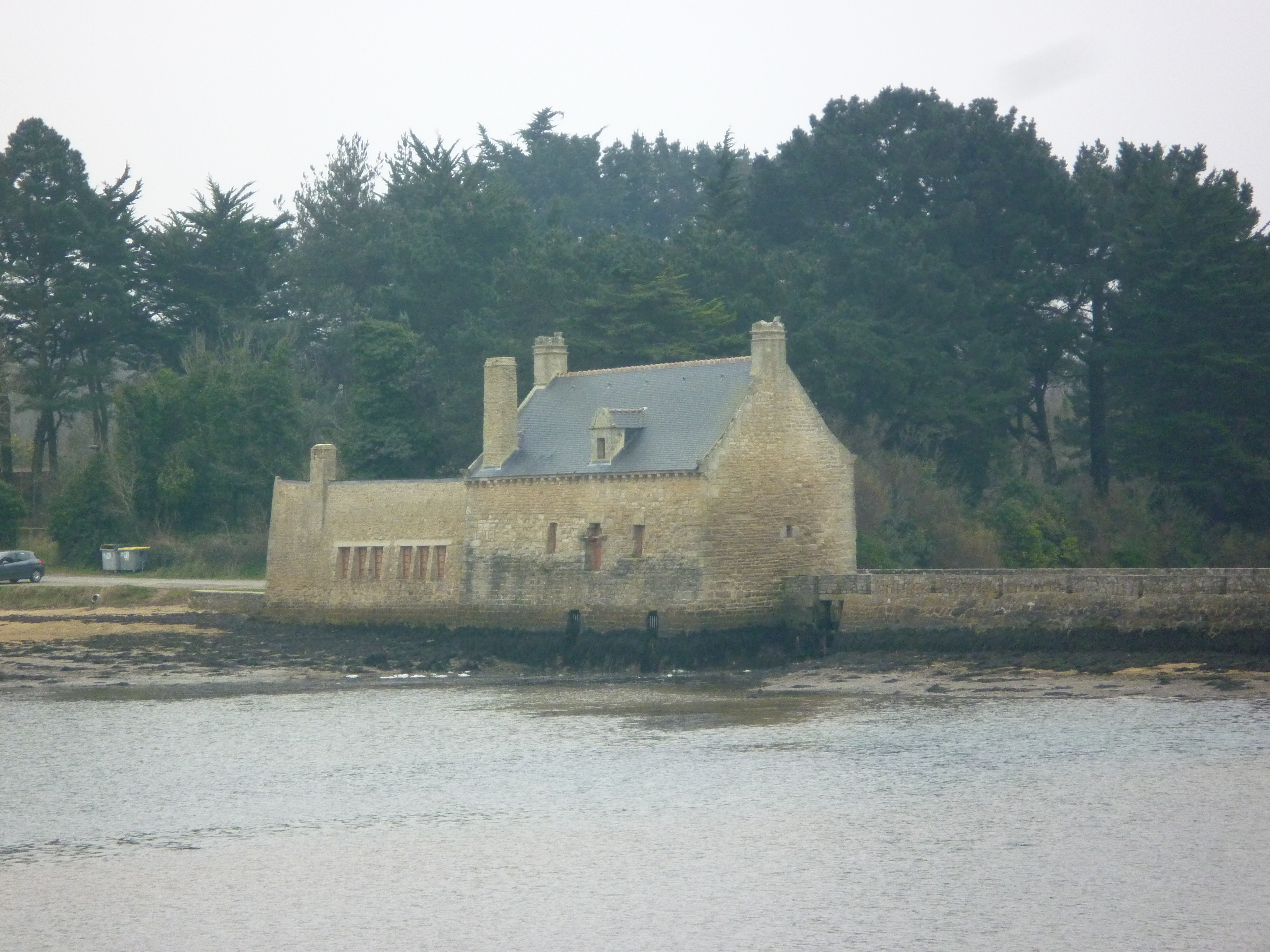
Le moulin et sa digue.
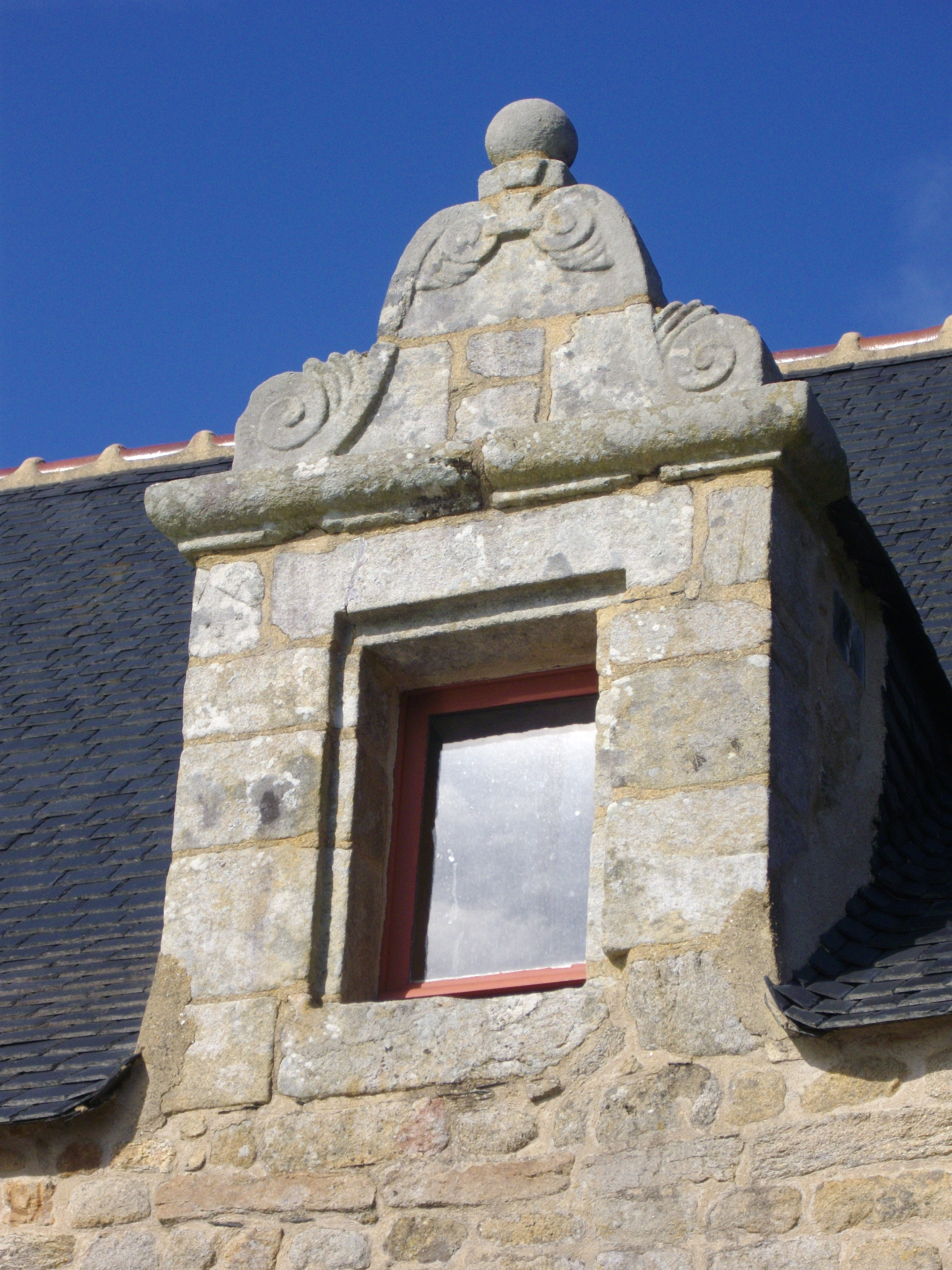
Une lucarne côté terre.